# Pataca
Pataca (kod ISO 4217: MOP) – oficjalna waluta Makau, specjalnej strefy administracyjnej Chińskiej Republiki Ludowej. 1 pataca = 100 avos.
W obiegu znajdują się: monety o nominałach 10, 20 i 50 avos oraz 1, 2, 5 i 10 pataca; banknoty o nominałach 10, 20, 50, 100, 500 i 1000 pataca.

## Galeria

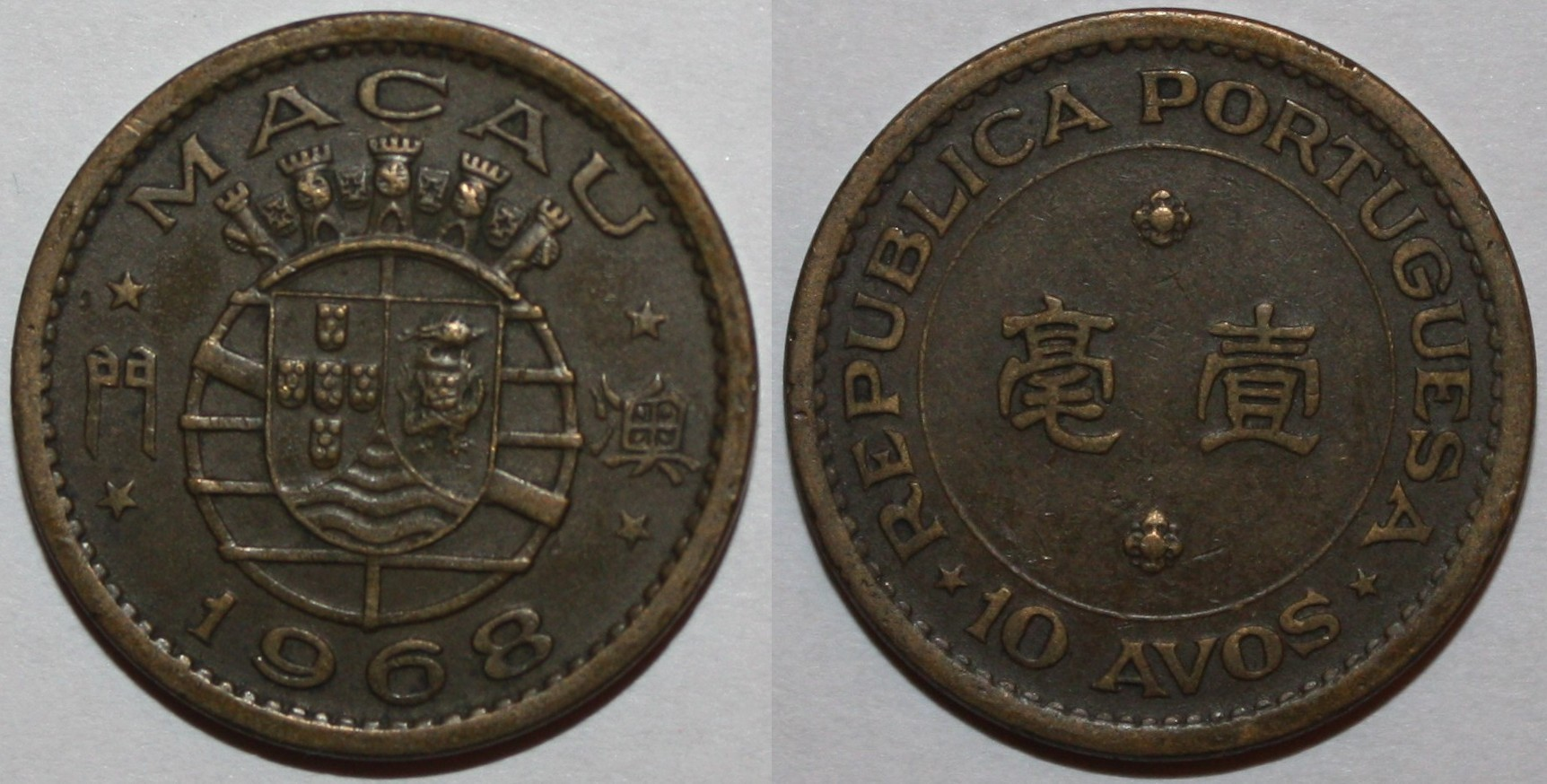
10 avos, 1968
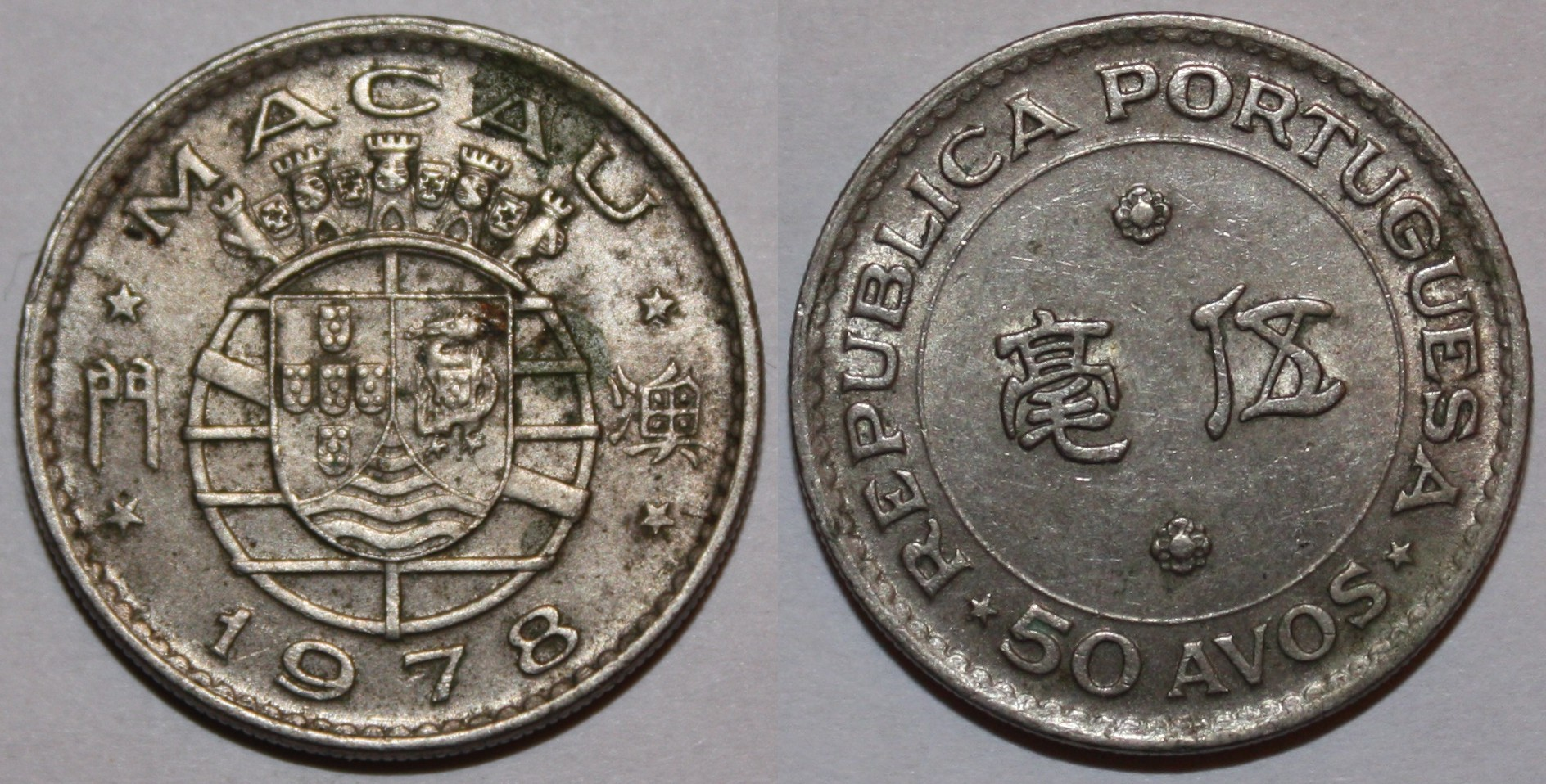
50 avos, 1978
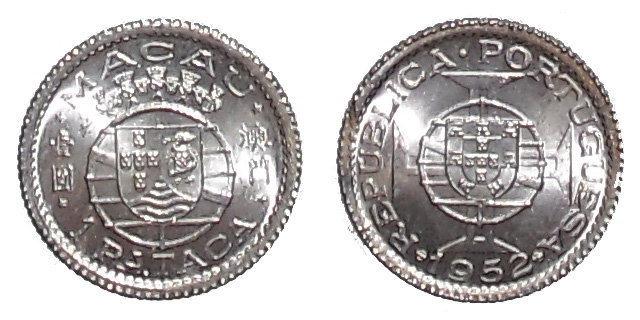
1 pataca, 1952
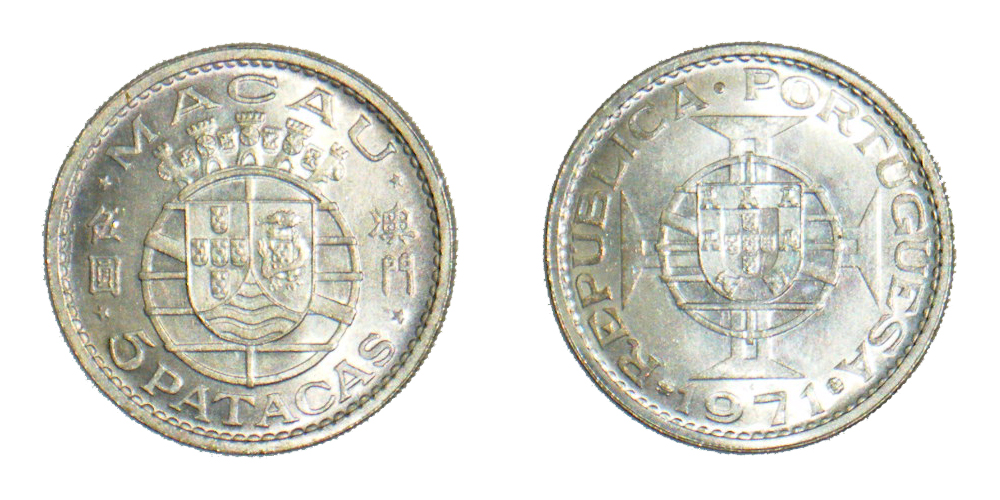
5 pataca, 1971

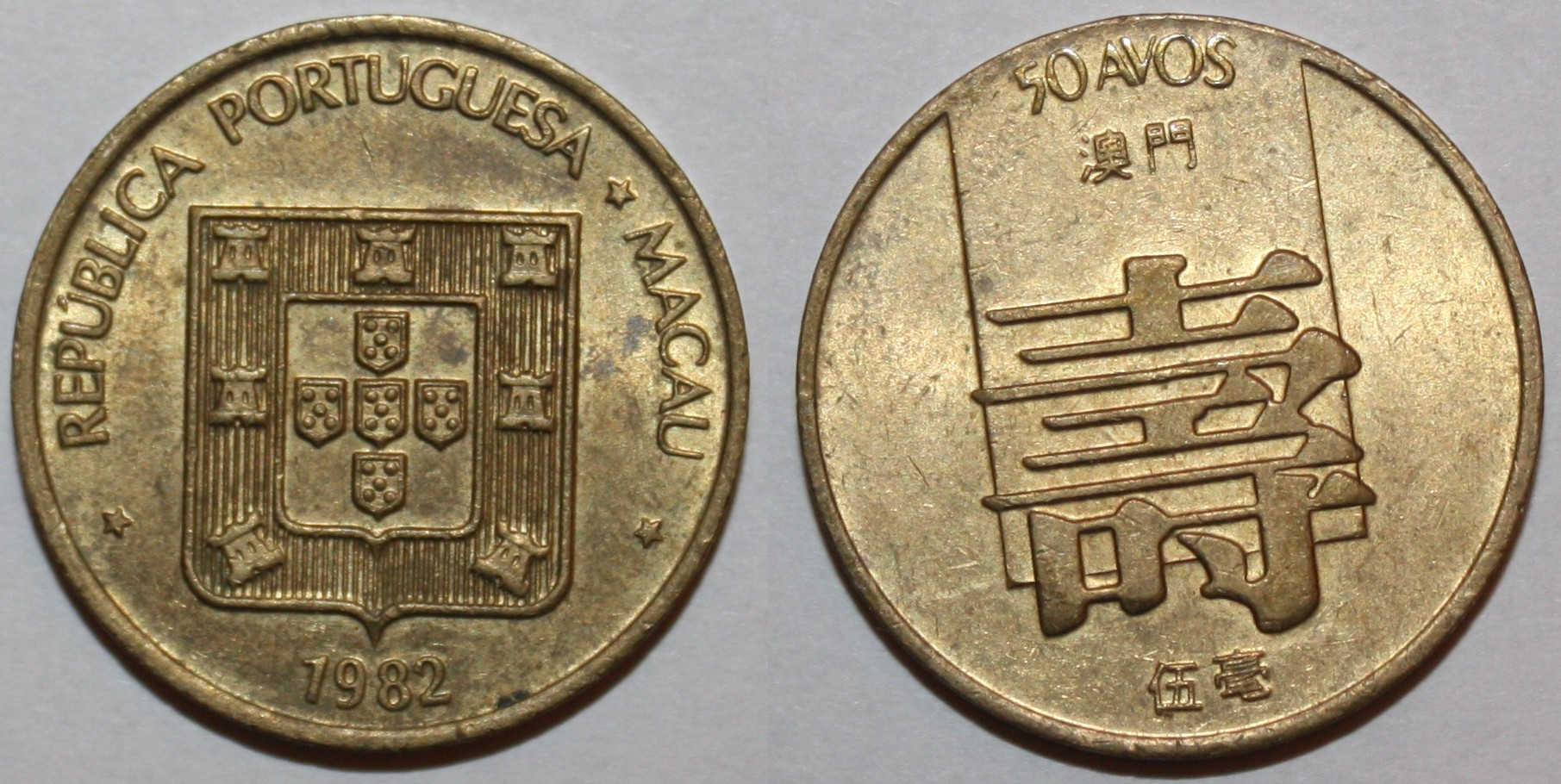
50 avos, 1982
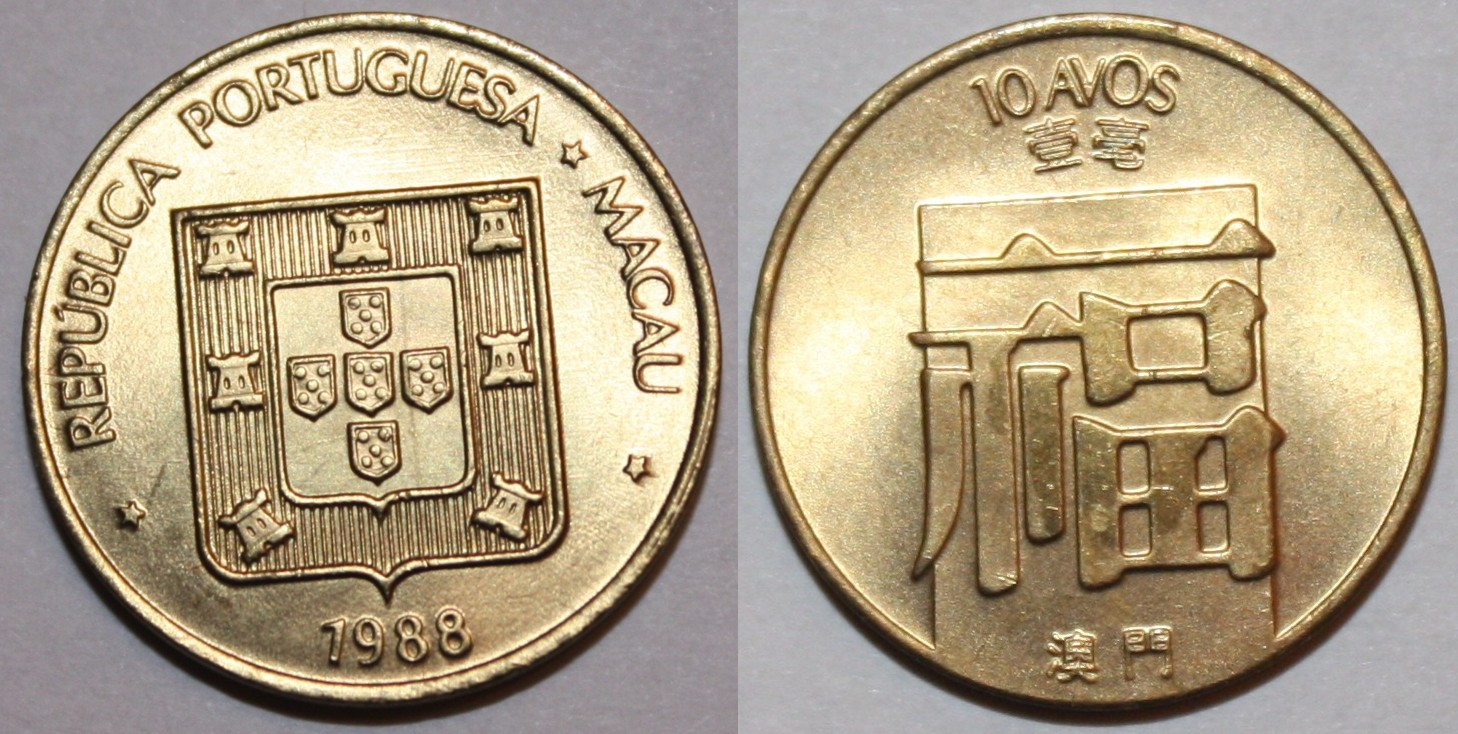
10 avos, 1988
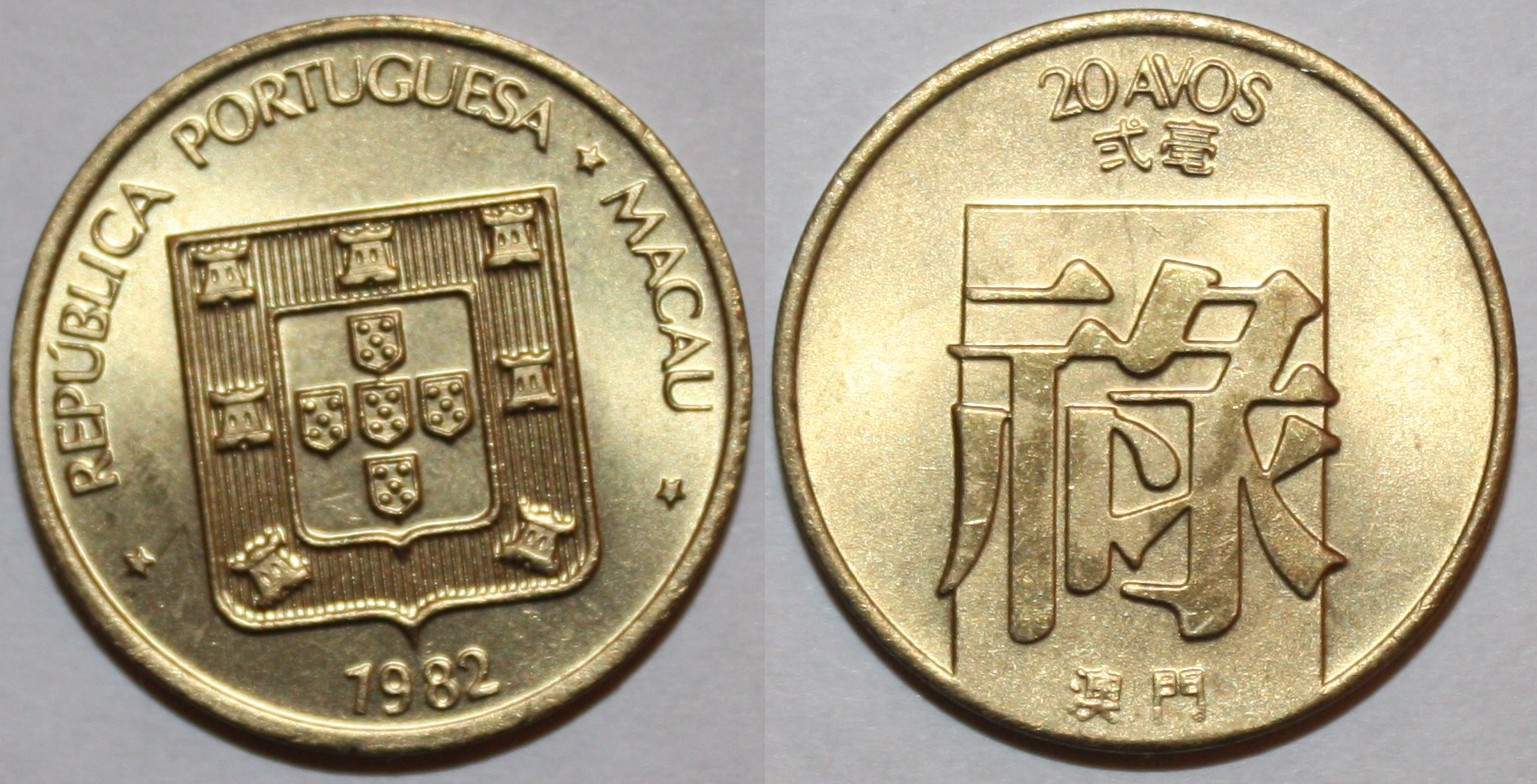
20 avos, 1982

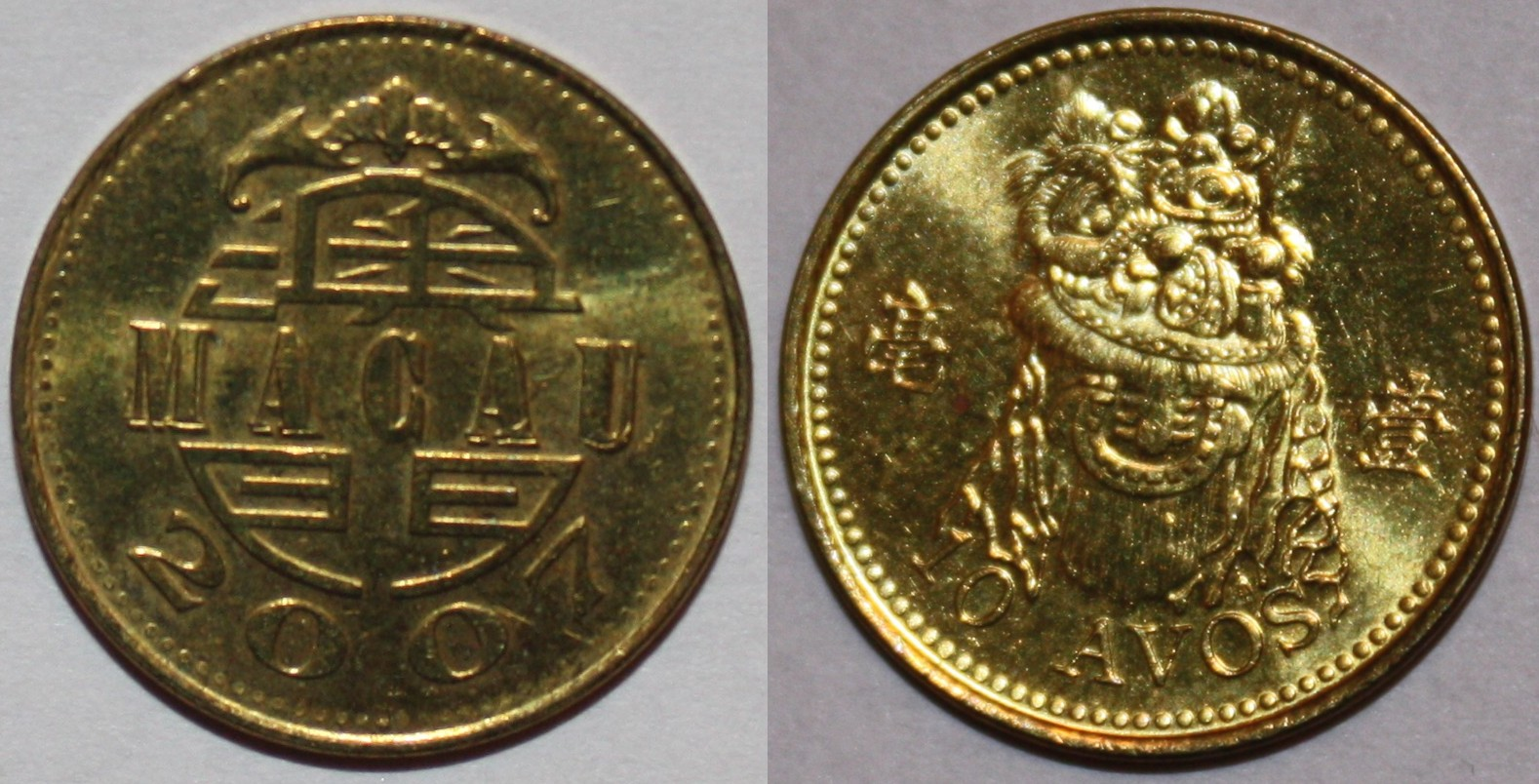
10 avos, 2007
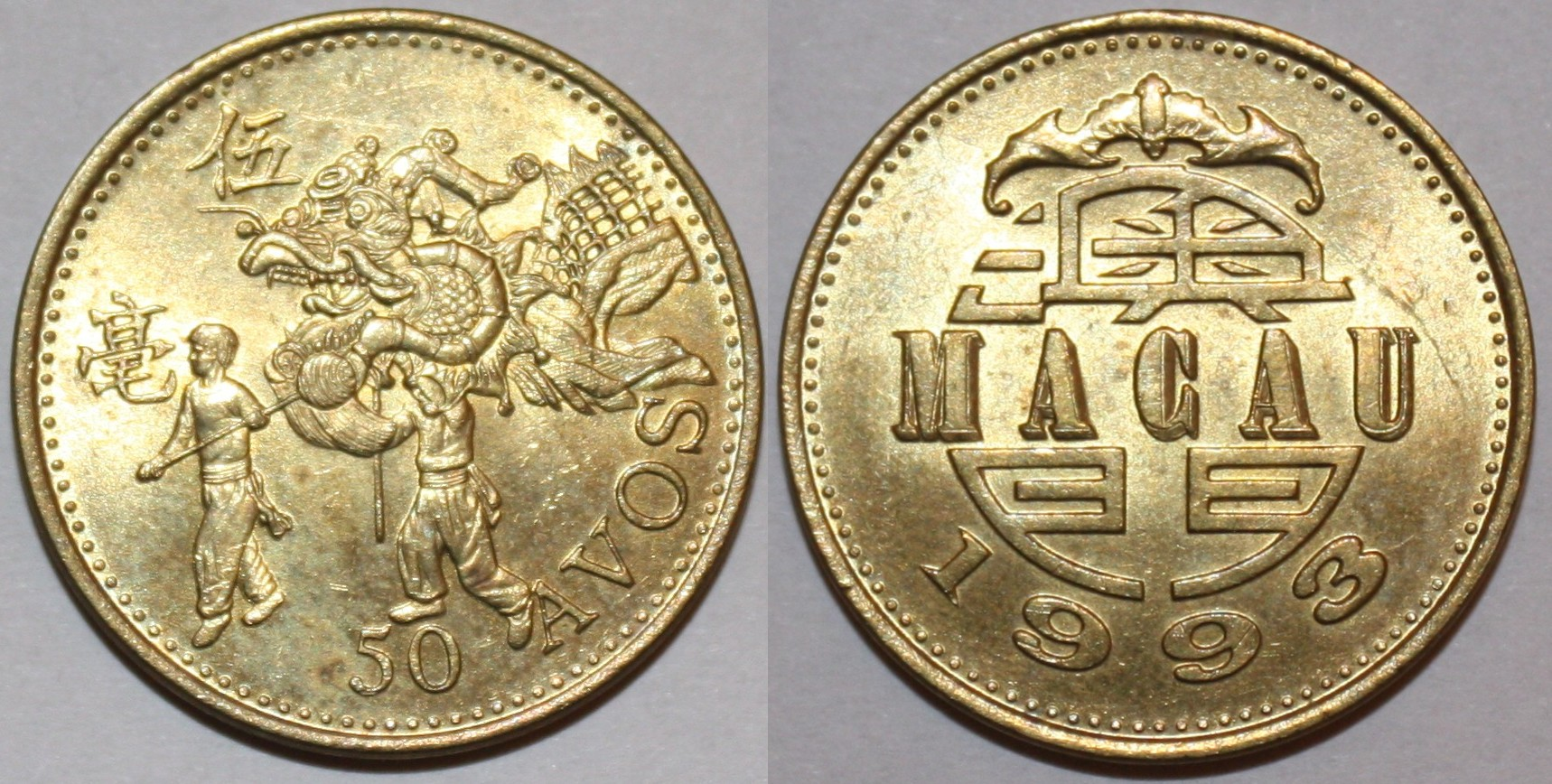
50 avos, 1993
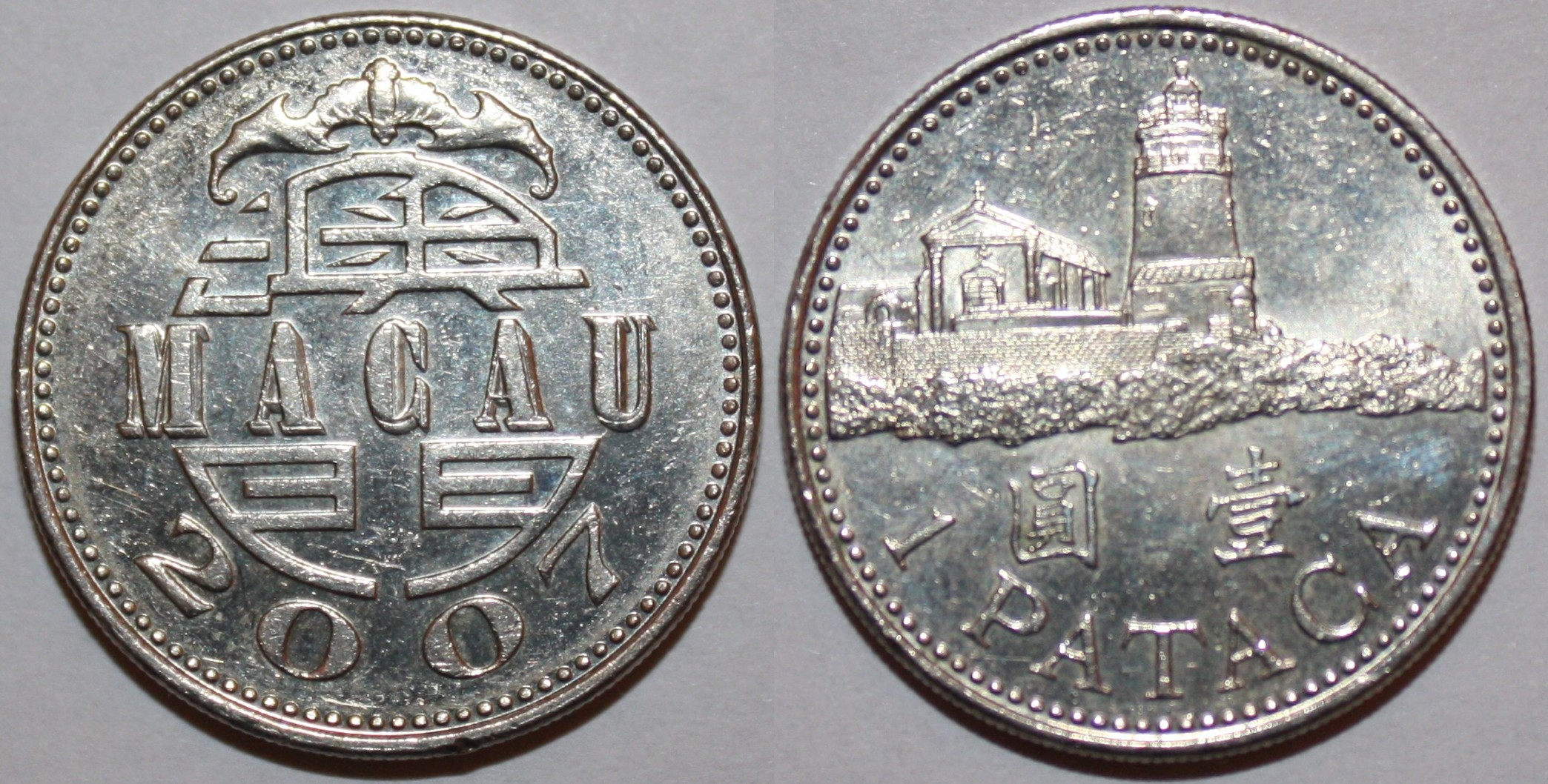
1 pataca, 2007
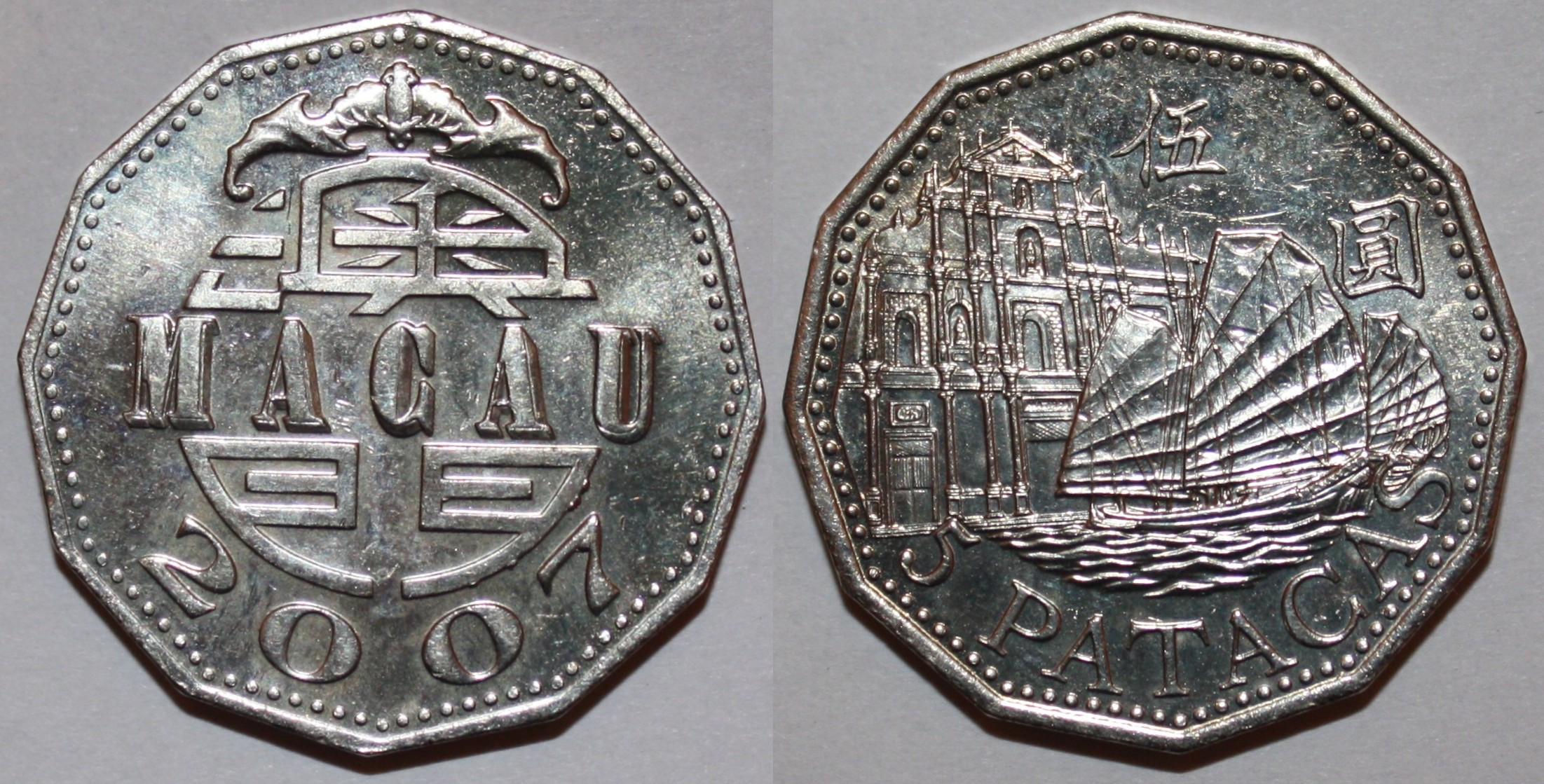
5 pataca, 2007